# Д’Ювиль, Мария-Маргарита
Святая Мария-Маргарита д’Ювиль (Мари-Маргерит; фр. Marie-Marguerite d’Youville, 15 октября 1701[…], Варен, Канада, Новая Франция — 23 декабря 1771[…], Монреаль, Квебек, Британская империя) — французско-канадская вдова, основавшая Орден сестёр милосердия Монреаля, широко известного как «Серые монахини Монреаля».
Беатифицирована 3 мая 1959 года папой Иоанном XXIII. Канонизирована 9 декабря 1990 года папой Иоанном Павлом II, став первой уроженкой Канады, причисленной к лику святых.
День памяти — 16 октября.

## Биография

### Ранняя жизнь
Родилась в 1701 году в Варене, Квебек, в семье Кристофа дю Фроста, сэра де ла Гесмере (1661—1708) и Мари-Рене Готье де Варен. Несмотря на бедность, её мать смогла отправить свою старшую 11-летнюю дочь Маргариту на два года в монастырь урсулинок в Квебеке. По возвращении домой, девушка занималась образованием своих младших братьев и сестёр. Маргарита не смогла выйти замуж за члена высшего общества Варена, как планировалось, после того, её мать сошлась с ирландским врачом Тимоти Салливаном, иностранцем с сомнительной репутацией. 12 августа 1722 года в соборе Монреальской Богоматери она вышла замуж за бутлегера Франсуа д’Ювиля, который нелегально продавал спиртные напитки коренным народам в обмен на меха. Из шестерых детей, родившихся в браке, выжили только четверо. Франсуа скончался в 1730 году, оставив 30-летнюю Маргариту вдовой. Во время замужества она пережила религиозное обновление, найдя своё призвание в благотворительности.

### Серые монахини Монреаля
В 1737 году Маргарита вместе с тремя единомышленницами основали религиозную обитель, где предоставляли приют нищим Монреаля. Сначала в доме проживало всего несколько человек, но постепенно их число росло. Поскольку деятельность женщин шла вразрез с общественными условностями того времени, д’Ювиль и её соратницам приходилось терпеть насмешки со стороны друзей, родственников и даже бедняков, которым они помогали. Некоторые называли их les grises, что можно перевести не только как «серые женщины», но и «пьяные женщины» — намёк на покойного мужа д’Ювиль, занимавшегося бутлегерством. К 1744 году обитель выросла до религиозного ордена с уставом и общиной. В 1747 году конгрегации были предоставлены права на управление больницей, которая к тому времени сильно обветшала и погрязла в долгах. Д’Ювиль и другие монахини вернули учреждению финансовую стабильность. Здание больницы было уничтожено пожаром в 1765 году, но силами ордена его вскоре удалось восстановить. К этому времени за конгрегацией в народе закрепилось название «Серые монахини Монреаля» из-за некогда уничижительного прозвища. Спустя годы, когда орден распространился на другие города, он стал известен просто как «Серые монахини».

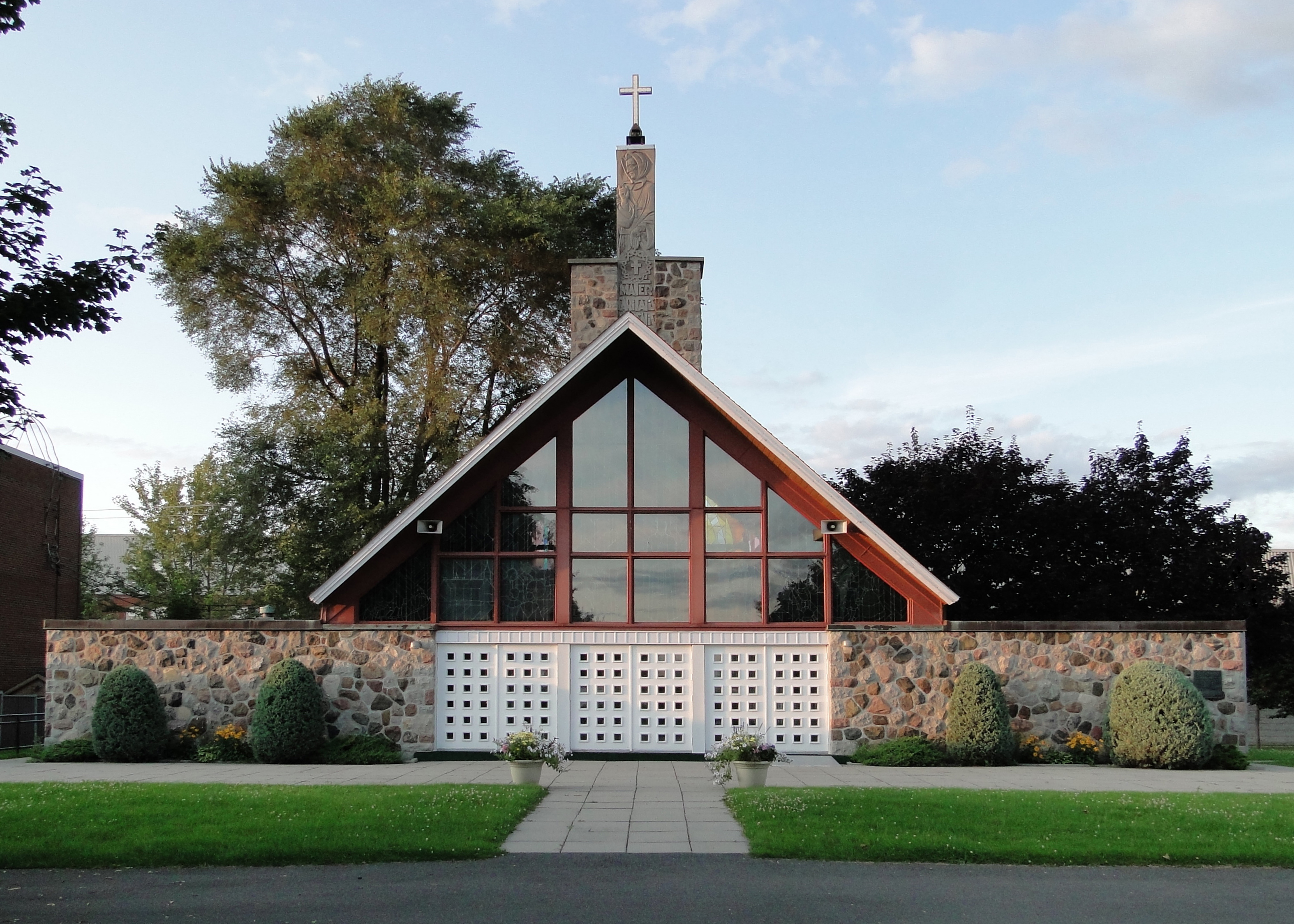
Святилище Маргариты д’Ювиль в Варене

### Рабовладелица
Д’Ювиль была «одной из наиболее известных рабовладелиц Монреаля». Серые монахини в своей больнице держали рабов в качестве рабочей силы, а также торговали как индейскими рабами, так и британскими заключёнными (включая английского раба, которого д’Ювиль купила у индейцев). Подавляющее большинство «рабов» в госпитале были английскими солдатами, и их правильнее было бы назвать военнопленными. «Двадцать один мужчина не были изначально свободными, но порабощёнными людьми, отвергавшими религиозные убеждения своих пленителей и ищущими путь домой. По большей части это были молодые солдаты, многие из них призывники, которые просто желали выжить в плену. Каким бы странным им не казались окружающие их люди и надзиравшая за ними женщина, они, вероятно, находили утешение в том, что их положение давало хороший шанс на выживание. Они знали, что их товарищи-солдаты умирают в близлежащих тюрьмах, печально известных перепадами температуры в помещениях и неконтролируемыми эпидемиями. Как бы тяжело им не приходилось работать в Пуэнт-Сен-Шарль, они вполне могли расценивать своё пленение отчасти как благословение».